# Mười năm vàng son (phim 1986)
Mười năm vàng son (tiếng Hoa: 黃金十年, phiên âm: Wong Gum Sap Nin, tiếng Anh: The Turbulent Decade) là bộ phim truyền hình kinh điển dài 60 tập thuộc thể loại tâm lý xã hội của Hồng Kông do TVB sản xuất vào năm 1986.
Bộ phim được xem là một trong những tác phẩm lớn nhất của TVB trong thập niên 80, do Lương Gia Thụ làm giám chế, phim quy tụ dàn diễn viên ngôi sao nổi tiếng nhất của Hồng Kông lúc bấy giờ bao gồm: Trương Triệu Huy, Lưu Gia Linh, Thích Mỹ Trân, Thạch Tu, Tăng Hoa Thiên, Âu Dương Chấn Hoa, Hàn Mã Lợi, Quan Lễ Kiệt, Ngô Mạnh Đạt.....
Phim từng được giới truyền thông Malaysia bình chọn là một trong 100 phim hay nhất trong lịch sử truyền hình Hoa Ngữ của thế kỷ XX - ở vị trí thứ 31.

## Nội dung
Cốt truyện phim xoay quay cuộc sống, tình yêu trong 10 năm của một nhóm bạn thân từ lúc đang học trung học đến tuổi trưởng thành. Mỗi người có xuất thân hoàn toàn khác nhau, họ quen biết nhau khi còn học phổ thông. Trong hành trình 10 năm, họ đã cùng nhau trải nghiệm những niềm vui lẫn nỗi buồn trong mối quan hệ tình yêu, tình bạn và gia đình.
Điền Vĩnh Thái - một thiếu niên nghịch ngợm, ham chơi quen biết Đồng Diệc Linh, là con gái của một gia đình giàu có.Hai người thích nhau và bắt đầu hẹn hò. Tào Cẩm Nhi là bạn thân cùng nhóm của Linh và Thái. Tuy nhiên, trong một đêm uống say, do một phút yếu lòng,cả Thái và Nhi đã quan hệ với nhau. Sau đêm đó, Nhi có thai với Thái. Biết được sự tình, Thái muốn làm đám cưới với Nhi, nhưng trong một lần xô xát, tranh cãi với Thanh (bạn trai của Nhi), Thái lỡ tay giết chết Thanh. Hậu quả là Thái phải lãnh án 4 năm tù giam. Trong lúc đi tù, Thái bắt đầu trưởng thành, và học hành chăm chỉ, nhờ sự giúp đỡ của cảnh sát trưởng Hứa Vĩ Khang. Họ trở thành bạn bè.
Sau khi ra tù, mối quan hệ của Thái và Nhi cũng kết thúc. Mỗi người có công việc riêng, họ kết hôn và có gia đình. Nhi cũng gặp gỡ và kết hôn với Khang. Nhưng Khang dòm ngó gia tài của Linh, quyến rũ Linh nhằm chiếm đoạt Đồng Thị. Lúc này, Thái cũng làm việc tại công ty của Linh. Sau nhiều nỗ lực, Thái cũng tìm ra được bằng chứng phạm tội của Khang.... Đứng giữa các mối quan hệ tình bạn, tình yêu, liệu Thái có tìm cho mình một lựa chọn đúng đắn trên bước đường đời?
Nhóm bạn, mỗi người một số phận, mỗi người lựa chọn con đường đi cho riêng mình hướng tới tương lai, không phải ai cũng thuận lợi, không phải ai cũng đạt được những mong muốn của bản thân, có người đã lầm đường lạc lối nhưng họ vẫn quyết sống quyết vươn lên. Họ chính là đại diện khát vọng của Thanh niên Hồng Kông.

## Diễn viên
- Trương Triệu Huy vai Điền Vĩnh Thái
- Thích Mỹ Trân vai Tào Cẩm Nhi
- Lưu Gia Linh vai Đồng Diệc Linh
- Quan Lễ Kiệt vai Mai Chí Bồi
- Âu Dương Chấn Hoa vai Tống Sĩ Lương
- Thạch Tu vai Hứa Vĩ Khang
- Ngô Mạnh Đạt vai Điền Kế Giang (cha của Vĩnh Thái)
- Tăng Hoa Thiên vai Dương Chí Lạc
- Trương Vệ Kiện vai Trương Vọng Đại
- Thương Thiên Nga vai Mao Như Mỹ
- Đỗ Đức Vỹ vai Bàng Nhật Thanh
- Hàn Mã Lợi vai A An

## Âm nhạc

### Ca khúc chủ đề
- Tàn tích của sự đau lòng do Đàm Vịnh Lân trình bày

### Ca khúc khác
- Đã từng do Đàm Vịnh Lân trình bày

## Những phân đoạn hay nhất trong phim
- Cảnh cắm trại tại bãi biển, nơi mọi người lần đầu biết nhau. Đây thực sự là một cảnh quay rất dễ thương và vui vẻ. Chí Bồi và Sỹ Lương đang để ý đến Diệc Linh & Cẩm Nhi, nhưng hai cô gái đều đang quan tâm đến Vĩnh Thái.
- Cảnh ân ái giữa Vĩnh Thái và Cẩm Nhi. Đây là một trong những cảnh tình yêu lãng mạn và âu yếm nhất trong số những phim TVB. Họ đã chia sẻ cùng nhau nụ hôn gợi cảm nhất, điều này được thể hiện trong phân cảnh hồi tưởng lại sau đó.
- Cảnh tại ngôi biệt thự của Nhật Thanh, khi anh ta bắt giữ Sĩ Lương. Chí Bồi, Vĩnh Thái và Cẩm Nhi vội vàng đến cứu Sĩ Lương. Trong lúc xô xát, lần đầu tiên, Vĩnh Thái đoán được rằng Cẩm Nhi đang mang thai.
- Cảnh diễn tay đôi giữa hai cha con Điền Vĩnh Thái và Điền Kế Giang tại sở cảnh sát khi biết Thái lỡ tay giết người được thể hiện xuất sắc bởi hai diễn viên nổi tiếng.
- Cảnh phim gây xúc động khi Thái ngồi tù, nhóm bạn đến thăm Thái, Thái bật khóc còn các bạn thì rưng rưng nước mắt.
- Đoạn kết của phim cũng là một điểm nhấn rất hay, một đám cưới được tổ chức trên đảo và mọi người cùng chơi lại trò mà lần đầu tiên họ gặp nhau tạo cho người xem cảm giác thích thú và khó tả.